# Itaberá (kommun)
Itaberá är en kommun i Brasilien.   Den ligger i delstaten São Paulo, i den södra delen av landet, 900 km söder om huvudstaden Brasília. Antalet invånare är 52 771.
Följande samhällen finns i Itaberá:
- Itaberá

Omgivningarna runt Itaberá är en mosaik av jordbruksmark och naturlig växtlighet. Runt Itaberá är det glesbefolkat, med 18 invånare per kvadratkilometer.